# Saltino (Reggello)
Saltino è una frazione montana del comune di Reggello nella Provincia di Firenze, a 1.000 mt s.l.m. Dista circa 37 km dal capoluogo e circa 1,5 km dall'Abbazia di Vallombrosa nella Riserva Naturale Biogenetica. 
È una stazione climatica che ha avuto la sua maggiore notorietà all'inizio del secolo scorso quando la fama del complesso Vallombrosa-Saltino raggiunse il suo apice ai primi del '900 con la ferrovia Sant'Ellero-Saltino (chiusa nel 1924) e con la costruzione di villini e alberghi. 
Il centro abitato, dove sono ancora oggi le strutture ricettive dell'area e un centro polifunzionale, è collegato alla frazione di Vallombrosa da una strada aperta al traffico e da un camminamento pedonale lungo la foresta. Saltino inoltre gode di uno spettacolare panorama su parte del Valdarno superiore e sul Chianti.